# Carlos Torrado
Carlos Torrado Oubiña (Villanueva de Arosa, 9 de abril de 1999) es un futbolista español que juega como lateral derecho en el Arosa Arosa SC de la Tercera RFEF 

## Carrera deportiva
Canterano del Arosa SC, ya en 2017 siendo juvenil participaba en entrenamientos y convocatorias ocasionales con el primer equipo hasta que al año siguiente asciende a éste definitivamente. El 18 de junio de 2019 se oficializa su incorporación al Coruxo FC de la ya extinta Segunda División B.
En enero de 2021 cambia el club vigués por el CD Lugo, concretamente para jugar en su filial, el Polvorín FC. Logra debutar con el primer equipo el 2 de diciembre de ese año siendo titular en un partido de Copa del Rey contra la AD Unión Adarve que ganó el equipo gallego en penaltis.

## Clubes
| Club        | País   | Año            |
| ----------- | ------ | -------------- |
| Arosa SC    | España | 2018-2019      |
| Coruxo FC   | España | 2019-2021      |
| Polvorín FC | España | 2021-2023      |
| CD Lugo     | España | 2021-2024      |
| Arosa SC    | España | 2024-Atualidad |